# Brasiliens president
Förbundsrepubliken Brasiliens president (portugisiska: Presidente da República Federativa do Brasil) är Brasiliens statschef och chef över den federala regeringen. Republikens president utser själv sina ministrar oberoende av parlamentet, Nationalkongressen.
Brasilien är en federal republik med presidentstyre sedan 15 november 1889. En militärkupp ledd av marskalk Deodoro da Fonseca avslutade då den parlamentaristiska monarkin och avsatte kejsar Peter II. Presidentstyret utformas i den första republikanska konstitutionen från 24 februari 1891 efter modell av USA:s konstitution från 1787.
Mandatperioden för Brasiliens president är fyra år med möjlighet till omval för ytterligare en period. Efter en andra mandatperiod krävs uppehåll för ytterligare omval.
Konstitutionen ställer bland annat följande krav på kandidat till presidentposten:
- Brasilianskt medborgarskap genom födsel
- Minst 35 års ålder vid valet
- Rösträtt i Brasilien
- Vara ansluten till ett politiskt parti eller organisation

Presidentens arbetsplats är presidentkansliet Palácio do Planalto. Presidentresidenset finns i Palácio da Alvorada.